# Crocidura nigricans
Crocidura nigricans es una especie de musaraña de la familia Soricidae.

## Distribución geográfica
Es endémica de Angola.